# POWER1
El POWER1 és una CPU multixip desenvolupada i fabricada per IBM que va implementar l'arquitectura de conjunt d'instruccions POWER (ISA). Originalment es coneixia com a CPU RISC System/6000 o, quan tenia una forma abreujada, CPU RS/6000, abans que la introducció de successors requeria que el nom original fos substituït per un que utilitzés el mateix esquema de denominació (POWER n ) que el seu successors per tal de diferenciar-lo dels nous dissenys.

## Història
El POWER1 es va presentar l'any 1990, amb la introducció dels servidors IBM RS/6000 POWERserver i les estacions de treball POWERstation, que presentaven el POWER1 a 20, 25 o 30 MHz. El POWER1 va rebre dues actualitzacions, una el 1991, amb la introducció del POWER1+ i el 1992, amb la introducció de POWER1++. Aquestes versions actualitzades tenien un temps més alt que el POWER1 original, fet possible gràcies a processos de semiconductors millorats. El POWER1+ es va registrar una mica més alt que el POWER1 original, a freqüències de 25, 33 i 41 MHz, mentre que el POWER1++ va portar la microarquitectura a les seves freqüències més altes: 25, 33, 41,6, 45, 50 i 62,5 MHz. El setembre de 1993, el POWER1 i les seves variants van ser succeïts pel POWER2 (conegut breument com "RIOS2"), una evolució de la microarquitectura POWER1.
Els derivats directes del POWER1 són el RISC Single Chip (RSC), variant d'un sol xip amb funcions reduïdes per a sistemes RS/6000 de nivell d'entrada, i el RAD6000, una variant endurida per radiació del RSC per a aplicacions espacials. Un derivat indirecte del POWER1 és el PowerPC 601, una variant de característiques reduïdes del RSC destinada a aplicacions de consum.
El POWER1 és notable ja que va representar una sèrie de primers per a IBM i la informàtica en general. Va ser el primer processador RISC d'IBM destinat a aplicacions de gamma alta (el ROMP es va considerar un fracàs comercial i no es va utilitzar en estacions de treball de gamma alta), va ser el primer a implementar la llavors nova arquitectura de conjunt d'instruccions POWER i va ser el primer èxit d'IBM. Processador RISC. Per als primers informàtics, el POWER1 seria conegut per ser la primera CPU a implementar algun tipus de canvi de nom de registre i execució fora d'ordre, una tècnica que millora el rendiment dels processadors superescalars però que abans estava reservada per als mainframes.
El POWER1 també va ser l'origen de les famílies de gran èxit de processadors POWER, PowerPC i Power ISA que el van seguir, mesurant-se en centenars d'implementacions diferents.
El compilador GCC de codi obert va eliminar el suport per a POWER1 (RIOS) i POWER2 (RIOS2) a la versió 4.5.

## Microarquitectura
El POWER1 és una CPU superescalar bidireccional de 32 bits. Conté tres unitats d'execució principals, una unitat de punt fix (FXU), una unitat de branca (BPU) i una unitat de coma flotant (FPU). Tot i que el POWER1 és una CPU de 32 bits amb una adreça física de 32 bits, la seva adreça virtual té una longitud de 52 bits. Es va triar l'espai d'adreces virtuals més gran perquè era beneficiós per al rendiment de les aplicacions, permetent que cadascuna tingués un gran rang d'adreces de 4 GB.

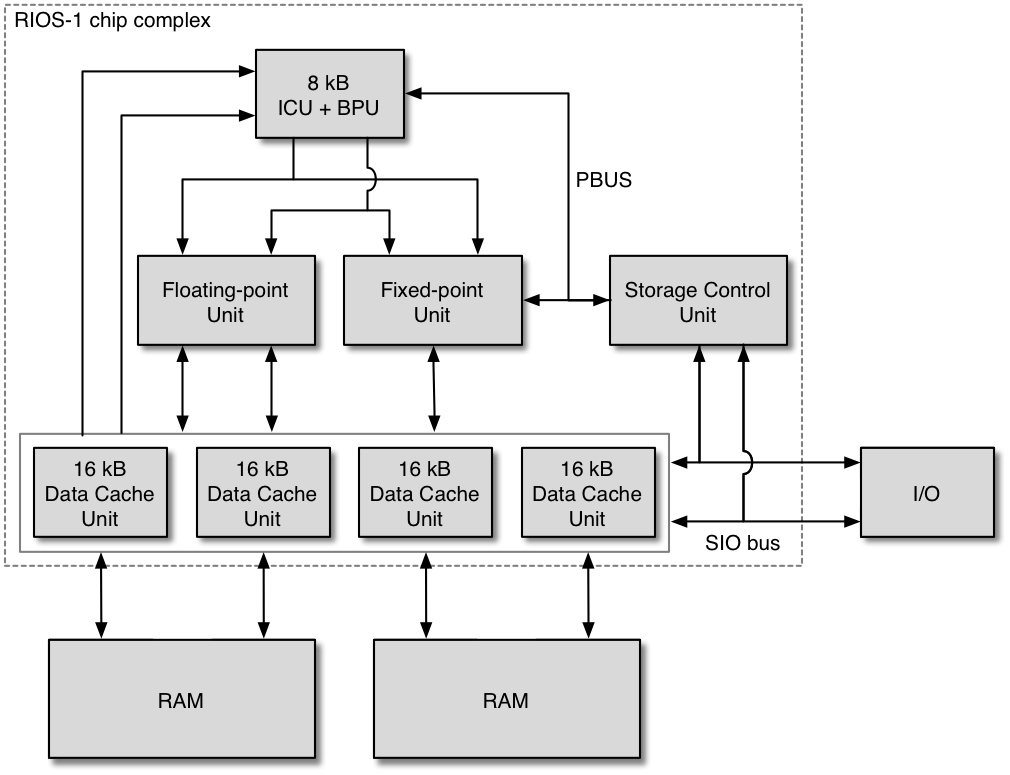
El complex de xips del processador RIOS-1 (Cada línia representa un bus de 32 bits.)

El POWER1 és una CPU big-endian que utilitza una jerarquia de memòria cau d'estil Harvard amb memòria cau d'instruccions i dades separades. La memòria cau d'instruccions, denominada "I-cache" per IBM, té una mida de 8 KB i és un conjunt de dues vies associativa amb una mida de línia de 64 bytes. La memòria cau I es troba al xip de la UCI. La memòria cau de dades, denominada "D-cache" per IBM, té una mida de 32 KB per a configuracions RIOS.9 i 64 KB per a configuracions RIOS-1. La memòria cau D és un conjunt associatiu de quatre vies amb una mida de línia de 128 bytes. La memòria cau D utilitza un esquema d'emmagatzematge, on les dades que s'han d'emmagatzemar s'escriuen a la memòria cau en lloc de la memòria per reduir el nombre d'escriptures destinades a la memòria. L'esquema d'emmagatzematge s'utilitza per evitar que la CPU monopolitzi l'accés a la memòria.
Tot i que el POWER1 era un disseny de gamma alta, no era capaç de multiprocessament i, per tant, estava en desavantatge, ja que l'única manera de millorar el rendiment era augmentant la CPU, cosa que era difícil de fer amb un multixip tan gran. disseny. IBM va utilitzar l'agrupació per superar aquest desavantatge en els sistemes POWER1, permetent-los funcionar eficaçment com si fossin sistemes de multiprocessament, un concepte provat per la popularitat dels superordinadors SP1 basats en el POWER1. Com que el POWER1 era la base dels microprocessadors POWER2 i P2SC, la manca de multiprocessament es va transmetre a aquests processadors POWER posteriors. El multiprocessament no va ser compatible fins a la introducció del POWER3 el 1998.

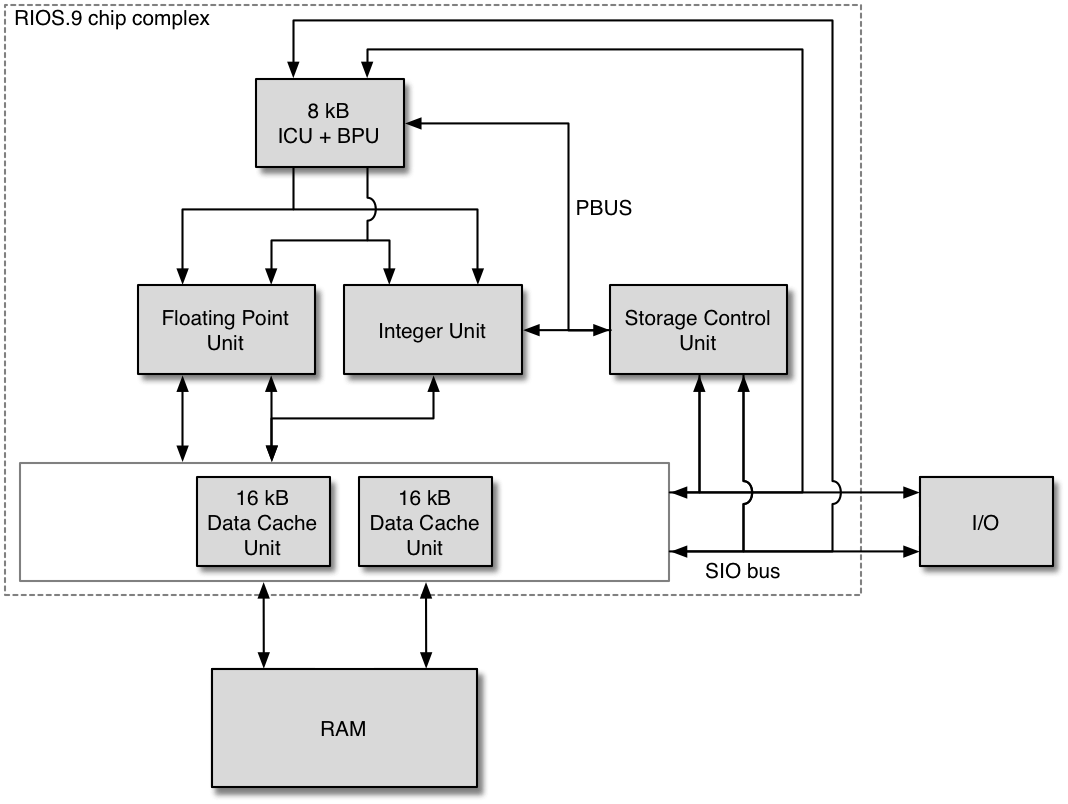
El complex de xips del processador RIOS.9 (Cada línia representa un bus de 32 bits.)

## Descripció física
El POWER1 és una CPU multixip construïda a partir de xips separats connectats entre si per busos. El POWER1 consta d'una unitat de memòria cau d'instruccions (ICU), una unitat de punt fix (FXU), una unitat de coma flotant (FPU), diverses unitats de memòria cau de dades (DCU), una unitat de control d'emmagatzematge (SCU) i una unitat d'E/S. A causa del seu disseny modular, IBM va poder crear dues configuracions simplement variant el nombre de DCU, RIOS-1 i un RIOS.9. La configuració RIOS-1 té quatre DCU, la quantitat prevista, i es va registrar fins a 40 MHz, mentre que la CPU RIOS.9 tenia dues DCU i estava registrada a freqüències més baixes.